# Solomon Cohn
Pour les articles homonymes, voir Cohn.
Solomon Cohn (en allemand : Salomon), né le 24 mars 1822 à Zülz (Silésie prussienne) et mort le 22 septembre 1902 à Breslau, aujourd'hui Wrocław, en Pologne, est un rabbin orthodoxe allemand, gendre du rabbin Jacob Ettlinger. Il enseigne l'Homélie synagogale au Séminaire rabbinique Hildesheimer de Berlin.

## Biographie
Solomon Cohn est né le 24 mars 1822 à Zülz, en Silésie,,.
Il est le petit-fils du rabbin Meshullam Solomon Cohn de Fürth.
Solomon Cohn étudie à la Yechiva de Pressburg (Bratislava). Il continue ses études au gymnasium de Breslau puis à l'Université de Breslau, où il reçoit un doctorat en langues orientales et en philosophie.
En 1847, Solomon Cohn devient rabbin d'Oppeln (depuis 1945 Opole en Pologne), puis grand-rabbin de la Province de Limbourg à Maastricht (Pays-Bas), grand-rabbin du Mecklembourg-Schwerin à Schwerin (Confédération germanique), et en 1876 rabbin à Berlin (Prusse, Allemagne). De 1878 à 1894, il enseigne l'Homélie synagogale au Séminaire rabbinique Hildesheimer de Berlin.
Il épouse la fille aînée du grand-rabbin d'Altona (depuis 1937 Hambourg), Jacob Ettlinger. Ce dernier le mentionne souvent dans ses Responsa, Binyan Ẓion.
En 1894, il prend sa retraite à Breslau.